# Бубенец, Вячеслав Васильевич
Вячеслав Васильевич Бубенец (11 июня 1938, Новосибирск — 2 июля 2003, Алма-Ата, Казахстан) — советский хоккеист и футболист, вратарь. Мастер спорта СССР (1966).

## Биография
Начинал играть в хоккей с шайбой. В сезоне 1955/56 выступал за «Спартак» Новосибирск. Бронзовый призёр первых всесоюзных юношеских игр по хоккею (январь 1955, Горький) в составе сборной Новосибирска. После турнира стал выступать за «Динамо» Новосибирск.
Приглашался на сборы в сборную СССР. В сезоне 1962/63 после объединения «Динамо» и «Химика» стал играть за «Сибирь». В конце сезона по приглашению Аркадия Чернышёва перешёл в «Динамо» Москва, серебряный призёр чемпионата 1963/64.
С 1960 года играл в первенстве СССР по футболу. Выступал за команды «Сибсельмаш» Новосибирск (1960), СКА Новосибирск (1961), дублирующий состав «Динамо» Ленинград (1962), «Даугава» Рига (1962—1964), «Кайрат» Алма-Ата (1965—1970), «Металлург» Чимкент (1970, по другим данным — «Химик» Степногорск, КФК), «Памир» Душанбе (1971—1972)
По словам тренера «Кайрата» Владимира Болотова Бубенец хорошо играл и на выходах, и в рамке ворот.
13 октября 1963 года в гостевом матче против карагандинского «Шахтёра» (2:1) на 6-й минуте Бубенец выбил мяч от своих ворот. Вратарь «Шахтёра» Гелий Шершевский вышел из штрафной площади и пропустил гол. Мяч был записан как автогол Шершевского, который был заменён на 10-й минуте.
Работал детским тренером.
Болел раком шеи. Скончался 2 июля 2003 года. Был похоронен на сельском кладбище за посёлком Акжар.